# Xestia effundens
Xestia effundens là một loài bướm đêm trong họ Noctuidae.